# Temporada 1970-1971 del Liceu
La temporada 1970-1971, el Liceu conservador i ben pensant de l'època es va escandalitzar profundament amb l'estrena de Mahagonny de Bertold Brecht i Kurt Weill, fins al punt que l'empresa va considerar necessari publicar un "Avís important" per desmarcar-se del contingut de l'òpera: "En cap manera l'empresa d'aquest Gran Teatre es fa partícip ni conforma els criteris exposats a Mahagonny. Per evitar enutjosos malentesos, interessa fer constar que aquesta obra té característiques acusades d'audàcia, desimboltura i acerba crítica de no pocs aspectes de la convivència social tradicional".
| Temporada 1970-1971 del Liceu |                           |                       |                        | |           |                         |
| Òpera                         | Compositor                | Director musical      | Director d'escena      | Papers principals | Producció | Dates                   |
| Aida                          | Giuseppe Verdi            | Antón Guadagno        | Enrico Frigerio        | Pedro Lavirgen, Ángeles Gulín, Ruza Baldani, Alvaro Malta, José Fair, Jean-Charles Gebetin |           | 10 de novembre          |
| L'elisir d'amore              | Gaetano Donizetti         | Gianfranco Masini     | Enrico Frigerio        | Maddalena Bonifaccio, Guadalupe Pérez Arias, Eduardo Giménez, Attilio d'Orazi |           | 12 de novembre          |
| Una cosa rara                 | Vicent Martín i Soler     | Roy Jesson            |                        | Isabel Garcisanz, Ángeles Chamorro, Enrico Fissore, Julián Molina, María del Carmen Decamp |           | 21 de novembre          |
| Tristany i Isolda             | Richard Wagner            | Charles Vanderzand    | Ernst-August Schneider | Ingrid Bjoner, Claude Heater, Barbro Ericson, Antonin Svorc, Manfred Schenk |           | 24 de novembre          |
| Elektra                       | Richard Strauss           | János Kulka           |                        | Eldemira Calomfirescu, Enriqueta Tarrés, Soňa Červená, Connell Byrne, Rolf Polke, Miquel Aguerri, Bartomeu Bardagí, Rafael Campos, Cecília Fondevila, Enid Hartle, Clotilde Miró, María Cristina Herrera, Lolita Torrentó, Maria Rosa Casals |           | 1, 5, 10 febrer         |
| Simon Boccanegra              | Giuseppe Verdi            | Ino Savini            |                        | Cornell MacNeil, Bonaldo Giaiotti, Lucia Kelston, Robleto Merolla, Enric Serra |           | desembre                |
| Lucrezia Borgia               | Gaetano Donizetti         | Reynald Giovaninetti  | Giuseppe de Tomasi     | Montserrat Caballé, Josep Carreras, Roger Soyer, Jane Berbie, Horacio Yadisernia |           | 19 de desembre          |
| La Gioconda                   | Amilcare Ponchielli       | Ottavio Ziino         |                        | Ángeles Gulín, Carlo Bergonzi, Michèle Vilma, Rosa Laghezza, Anselmo Colzani, Dhiakov de Alvise |           | 7, 10 i 13 de gener     |
| Il pirata                     | Vincenzo Bellini          | Carlo Felice Cillario |                        | Vicenç Sardinero, Bernabé Martí, Montserrat Caballé, Carlos del Bosco |           | 1, 3 i 6 de gener       |
| La bohème                     | Giacomo Puccini           | Carlo Felice Cillario |                        | Luciano Pavarotti, Montserrat Caballé, Vicenç Sardinero, Nancy Stokes |           | 9, 12, 14 i 17 de gener |
| Orfeu i Eurídice              | Christoph Willibald Gluck | Laszlo Halasz         | Vittorio Patanè        | Josephine Veasey, Maria Arregui, Denny Dayvis |           | 21, 24 i 26 de gener    |
| Lucia di Lammermoor           | Gaetano Donizetti         | Franco Ferraris       |                        | Luciano Pavarotti, Cristina Deutekom, Juan Galindo, Carlo del Bosco |           | febrer                  |
| Mahagonny                     | Kurt Weill                |                       |                        | |           |                         |
| Eugeni Onegin                 | Piotr Ilitx Txaikovski    |                       |                        | |           |                         |
| Faust                         | Charles Gounod            | Ottavio Ziino         |                        | Mirella Freni, Josep Carreras, Michele Molese, Christian Du Plessis, Roger Soyer |           | 20 de gener             |